# Trochalus roseoviridis
Trochalus roseoviridis är en skalbaggsart som beskrevs av Louis Burgeon 1944. Trochalus roseoviridis ingår i släktet Trochalus och familjen Melolonthidae. Inga underarter finns listade i Catalogue of Life.